# Antōnīs Kezos
Antōnīs Kezos (in greco: Αντώνης Κέζος; Paralimni, 5 ottobre 1980) è un ex calciatore cipriota, di ruolo difensore.

## Carriera

### Club
Ha militato nella massima serie cipriota con varie squadre.

### Nazionale
Ha giocato la sua unica partita con la nazionale cipriota nel 2004.